# FIBA EuroStars
Le FIBA EuroStars était un événement annuel organisé par la FIBA Europe de 1996 à 1999, en tant que match d'exhibition.
Conçu comme étant la réponse européenne au NBA All-Star Game, le FIBA EuroStars regroupait les meilleurs joueurs de l'Euroligue et Coupe Saporta, une compétition contrôlée à cette époque par la FIBA.

## FIBA EuroStars 1996 (Istanbul, Turquie)
Salle: Abdi İpekçi Arena
Date: 30 décembre 1996
Année: 1996-97
Score: Est 117 - Ouest 114
Équipe de l'Est : David Rivers, Panagiotis Fasoulas, Petar Naumoski, Nikos Oikonomou, Sergueï Bazarevitch, Jurij Zdovc, Ibrahim Kutluay, Predrag Drobnjak, Randy White, Evgeni Kisurin, Orhun Ene
Équipe de l'Ouest : Zoran Savić, Carlton Myers, Željko Rebrača, Conrad McRae, Walter Magnifico, Saša Obradović, Marko Milič, Delaney Rudd, Yann Bonato, Henning Harnisch, Ronny Bayer
MVP: David Rivers
Vainqueur du concours de tirs à 3-points: Delaney Rudd (battant Vassili Karassev en finale)
Meilleurs marqueurs: Zoran Savić (30 points), Nikos Oikonomou (25 points)
(Richard Dacoury, Dragan Tarlać, Antoine Rigaudeau et Giórgos Sigálas étaient invités, mais n'ont pas joué)

## FIBA EuroStars 1997 (Tel Aviv, Israël)
Salle: Yad Eliyahu
Date: 30 décembre 1997
Année: 1997-98
Score: Est 129 - Ouest 107
Équipe de l'Est : Dino Rađa, Byron Scott, Arturas Karnisovas, Petar Naumoski, Sergueï Bazarevitch, Oded Katash, Damir Mulaomerović, Rashard Griffith, Nikos Oikonomou, Predrag Drobnjak, Gintaras Einikis, Nadav Henefeld
Équipe de l'Est : Predrag Danilović, David Rivers, Antoine Rigaudeau, Zoran Savić, Aleksandar Đorđević, Gregor Fučka, Željko Rebrača, Vassili Karassev, Wendell Alexis, Alberto Herreros, Vladimir Stepania
MVP: Arturas Karnisovas
Vainqueur du concours de tirs à 3-points: Aleksandar Đorđević
Meilleurs marqueurs: Aleksandar Đorđević (23 points), Arturas Karnisovas (19 points)
(Dejan Bodiroga était invité, mais n'a pas joué)

## FIBA EuroStars 1998 (Berlin, Allemagne)
Salle: Max Schmeling-Halle
Date: 29 décembre 1998
Année: 1998-99
Score: Est 104 - Ouest 98
Équipe de l'Est : Dejan Bodiroga, Dino Rađa, David Rivers, Petar Naumoski, Conrad McRae, Ibrahim Kutluay, Marko Milič, Nikos Oikonomou, Dragan Tarlać, Saulius Štombergas, Vassili Karassev
Équipe de l'Ouest : Predrag Danilović, Arturas Karnisovas, Antoine Rigaudeau, Željko Rebrača, Carlton Myers, Radoslav Nesterović, Wendell Alexis, Alberto Herreros, Andrea Meneghin, Henrik Rödl, Eric Struelens
MVP: Carlton Myers
Vainqueur du concours de tirs à 3-points: Carlton Myers (battant Petar Naumoski en finale)
Meilleurs marqueurs: Carlton Myers (20 points), Predrag Danilović (19 points)
(Tanoka Beard était invité, mais n'a pas joué)

## FIBA EuroStars 1999 (Moscou, Russie)
Salle: Olimpiisky
Date: 28 décembre 1999
Année: 1999-00
Score: Est 112 - Ouest 107
Équipe de l'Est : David Rivers, Dejan Bodiroga, Andrei Kirilenko, Ibrahim Kutluay, Oded Katash, Anthony Bowie, Dragan Tarlać, Jiří Zídek Jr., Vassili Karassev, Igor Kudelin
Équipe de l'Ouest : Tyus Edney, Artūras Karnišovas, Stojko Vranković, Gregor Fučka, Nikos Oikonomou, Marko Milič, Jim Bilba, Andrea Meneghin, Tanoka Beard, Alessandro Abbio
MVP: Tyus Edney
Vainqueur du concours de tirs à 3-points : İbrahim Kutluay
Meilleurs marqueurs : Artūras Karnišovas (29 points), Vassili Karassev (20 points)
(Željko Rebrača, Dino Rađa, Carlton Myers et Antoine Rigaudeau étaient invités, mais n'ont pas joué)